# 1074
1074 (MLXXIV) fue un año común comenzado en miércoles del calendario juliano.

## Acontecimientos
- Abril: un cometa (648 años más tarde se le daría el nombre de Halley) pasa por el punto más cercano a la Tierra. Es visto desde Inglaterra e incluido en el Tapiz de Bayeux que conmemora la victoria de los normandos en la Batalla de Hastings de 1066. Esto no significa que el cometa pasase en el año 1066.

## Fallecimientos
- Gausfredo II, conde de Rosellón.